# Q Lazzarus
Diane Luckey, más conocida por su nombre artístico Q Lazzarus (Nueva Jersey, Estados Unidos, 12 de diciembre de 1960-19 de agosto de 2022) fue una cantante estadounidense, denominada una One-hit wonder por su canción de 1988 «Goodbye Horses», escrita por William Garvey, que fue incluida en las películas Married to the Mob y The Silence of the Lambs, ambas dirigidas por Jonathan Demme, y en el remake de 2012 de la película Maniac. Goodbye Horses también fue incluida en el videojuego de 2008 Grand Theft Auto: IV, en la estación ficticia Liberty Rock Radio.

## Carrera
Q Lazzarus fue conocida por tener una voz de contralto ronca y profunda. Nació en Nueva Jersey, se casó joven y tuvo que escapar de su matrimonio debido a la violencia machista, lo que más tarde la inspiró a escribir su canción «Tears of Fear». Tras huir de su matrimonio, Q se mudó a la  a la ciudad de Nueva York. En este nuevo contexto, desempeñó la función de niñera al servicio de un hombre inglés llamado Swan que no la alentó a usar sus dones musicales, tratando de encaminarla hacia una “ocupación práctica”. En su lugar, Q decidió conducir un taxi y continuó haciendo música independientemente con su banda The Resurrection. Fue descubierta por el famoso director Jonathan Demme, que escuchó su demo mientras sonaba en el taxi. Demme la llevó a Hollywood, donde a pesar de su apoyo, las compañías discográficas se negaban a contratarla porque creían que no podía ser comercializada. Ella, al no encontrar la respuesta que esperaba, contestó: «Me promociono, soy una mujer afroamericana que usa mechones y canta rock and roll estadounidense».
La música de Q Lazzarus fue destacada en las películas Twisted, Something Wild y Married to the Mob, donde se estrenó originalmente «Goodbye Horses». Luckey interpretó una versión de la canción «Talking Heads», «Heaven», en la película Philadelphia de 1993. La canción «Goodbye Horses», escrita por William Garvey, es la más recordada de The Silence of the Lambs que se escucha durante la famosa escena en la que Buffalo Bill realiza su macabro monólogo de travestismo. Esto le valió el popular apodo de “La canción de Buffalo Bill”. Se volvió a publicar como un sencillo en 1991 con una duración más larga después de su aparición en The Silence of the Lambs. Desde entonces, la canción ha sido presentada y parodiada en el cine, la televisión y videojuegos, como Clerks II, Fully Flared, Maniac, Grand Theft Auto IV, Skate 3, Padre de familia y Nip/Tuck.
La banda de Luckey se llamaba Q Lazzarus and the Resurrection. Entre sus miembros se encontraban Mark Barrett, el compositor William Garvey, Glorianna Galicia, Janice Bernstein y los coristas Denise, Liz e Yvette W., Howie Feldman y Ron Resigno. Q Lazzarus and the Resurrection aparecieron en las fiestas de galerías del SoHo y a menudo actuaron en el Boy Bar en Saint Mark's Place y en el Pyramid Club. La banda se disolvió en algún momento antes de 1996, y Q Lazzarus desapareció del ojo público.
Después de una investigación realizada por el sitio web ATRL en 2018, fue posible contactar a Luckey y esta confirmó que es actualmente una conductora de autobús en Staten Island, Estados Unidos.
Falleció el 19 de julio de 2022, según su obituario publicado en el sitio de Jackson Funeral Service Inc.